# Niccolò Corrado
Niccolò Corrado (Firenze, 19 marzo 2000) è un calciatore italiano, difensore del Frosinone.

## Caratteristiche tecniche
Terzino sinistro dotato di ottima capacità di corsa, abile in fase offensiva, ha una buona visione di gioco.

## Carriera

### Club
Cresciuto nei settori giovanili di Scandicci e Prato, nel 2016 passa all'Inter, con cui ha vinto una Supercoppa, un Torneo di Viareggio e un Campionato Primavera, il 21 agosto 2019 viene ceduto in prestito all'Arezzo, con cui inizia la carriera professionistica. Il 25 novembre segna la prima rete in carriera, in occasione della partita di campionato vinta per 3-1 contro il Novara.
Il 3 settembre 2020 si trasferisce, sempre a titolo temporaneo, al Palermo, con cui tuttavia colleziona soltanto sette presenze; il 22 luglio 2021 passa in prestito alla Feralpisalò, disputando un'ottima stagione a livello individuale con i gardesani.
Il 5 luglio 2022, viene acquistato dalla Ternana, in Serie B, con cui firma un contratto quadriennale. Il 10 settembre segna la sua prima rete in serie B, quella del definitivo successo per 3-2 in casa del Parma.
Il 9 gennaio 2024, viene ceduto in prestito al Modena, sempre in Serie B.
L'8 luglio 2024, diventa ufficialmente un giocatore del Brescia, ancora nella serie cadetta, con cui firma un contratto quadriennale. Il 31 agosto segna la sua prima rete con le Rondinelle, nel successo per 2-1 in casa del Südtirol.
Il 3 luglio 2025 rimane svincolato a seguito del fallimento della società lombarda.. Il 17 luglio successivo firma un triennale con il Frosinone, con scadenza il 30 giugno 2028.

### Nazionale
Ha giocato nelle nazionali giovanili italiane Under-17, Under-18 ed Under-19.

## Statistiche

### Presenze e reti nei club
Statistiche aggiornate al 9 maggio 2025.
| Stagione        | Squadra         | Campionato      | Campionato | Campionato | Coppe nazionali | Coppe nazionali | Coppe nazionali | Coppe continentali | Coppe continentali | Coppe continentali | Altre coppe | Altre coppe | Altre coppe | Totale | Totale |
| Stagione        | Squadra         | Comp            | Pres       | Reti       | Comp            | Pres            | Reti            | Comp               | Pres               | Reti               | Comp        | Pres        | Reti        | Pres   | Reti   |
| --------------- | --------------- | --------------- | ---------- | ---------- | --------------- | --------------- | --------------- | ------------------ | ------------------ | ------------------ | ----------- | ----------- | ----------- | ------ | ------ |
| 2019-2020       | Arezzo          | C               | 20         | 1          | CI-C            | 1               | 0               | -                  | -                  | -                  | -           | -           | -           | 21     | 1      |
| 2020-2021       | Palermo         | C               | 7          | 0          | -               | -               | -               | -                  | -                  | -                  | -           | -           | -           | 7      | 0      |
| 2021-2022       | Feralpisalò     | C               | 35+6       | 1+0        | CI-C            | 2               | 0               | -                  | -                  | -                  | -           | -           | -           | 43     | 1      |
| 2022-2023       | Ternana         | B               | 35         | 1          | CI              | 1               | 0               | -                  | -                  | -                  | -           | -           | -           | 36     | 1      |
| 2023-gen. 2024  | Ternana         | B               | 18         | 0          | CI              | 1               | 0               | -                  | -                  | -                  | -           | -           | -           | 19     | 0      |
| Totale Ternana  | Totale Ternana  | Totale Ternana  | 53         | 1          |                 | 2               | 0               | -                  | -                  | -                  | -           | -           | -           | 55     | 1      |
| gen.-giu. 2024  | Modena          | B               | 17         | 0          | CI              | -               | -               | -                  | -                  | -                  | -           | -           | -           | 17     | 0      |
| 2024-2025       | Brescia         | B               | 36         | 1          | CI              | 2               | 0               | -                  | -                  | -                  | -           | -           | -           | 38     | 1      |
| 2025-2026       | Frosinone       | B               | 0          | 0          | CI              | -               | -               |                    | -                  | -                  |             | -           | -           | 0      | 0      |
| Totale carriera | Totale carriera | Totale carriera | 168+6      | 4          |                 | 7               | 0               |                    | -                  | -                  |             | -           | -           | 181    | 4      |

## Palmarès

### Club

#### Competizioni giovanili
- Campionato Primavera: 1

Inter: 2017-2018
- Supercoppa Primavera: 1

Inter: 2017
- Torneo di Viareggio: 1

Inter: 2018